# Wiesław Szafrański
Wiesław Szafrański (ur. 6 sierpnia 1935, zm. 28 września 2007) – polski specjalista w zakresie konstrukcji maszyn i dynamiki nawierzchni kolejowej, profesor nadzwyczajny doktor habilitowany inżynierii, wykładowca akademicki Wojskowej Akademii Technicznej w Warszawie na Wydziale Mechanicznym, oraz prodziekan i profesor Wydziału Transportu Politechniki Warszawskiej. Autor i współautor wielu krajowych i zagranicznych publikacji naukowych, oraz podręczników.
Pochowany 4 października 2007 r. na cmentarzu w Niepokalanowie.

## Wybrana bibliografia
- ”Materiały pomocnicze do projektowania konstrukcji mechanicznych wraz z komentarzem. Cz. 1” (Oficyna Wydawnicza Politechniki Warszawskiej, Warszawa, 2000 r., ISBN 83-7207-188-8)
- ”Materiały pomocnicze do projektowania konstrukcji mechanicznych wraz z komentarzem. Cz. 2” (Oficyna Wydawnicza Politechniki Warszawskiej, Warszawa, 2003 r., ISBN 83-7207-422-4)
- ”Podstawy konstrukcji maszyn : przekładnie zębate” (WAT, Warszawa, 2004 r., ISBN 83-89399-55-5)